# Andes (hrabstwo Delaware)
Andes – jednostka osadnicza w Stanach Zjednoczonych, w stanie Nowy Jork, w hrabstwie Delaware.